# Phoenix (album de Zebrahead)
Pour les articles homonymes, voir Phoenix.
Albums de Zebrahead
Not the New Album EP
(2008) Panty Raid
(2009)
Singles
1. Mental Health
Sortie : 2008
2. Hell Yeah!
Sortie : 2008
3. The Juggernauts
Sortie : 2009

Phoenix est le septième album du groupe de punk-rock américain Zebrahead, sorti au Japon le 9 juillet 2008, et les 4 et 5 aout en Europe et aux États-Unis d'Amérique. Le clip vidéo de Mental Health, le premier single de cet album, est sorti en Juin, avant la sortie de l'album au Japon. Shawn Harris, du groupe The Matches, a repris son rôle de l'album précédent, Broadcast to the World, et a créé l'artwork de l'album.

## Liste des chansons
1. HMP - 3:01
2. Hell Yeah! - 3:36
3. Just the Tip - 3:16
4. Mental Health - 3:13
5. The Juggernauts - 3:58
6. Death By Disco - 3:23
7. Be Careful What You Wish For - 3:11
8. Morse Code for Suckers - 3:49
9. Ignite - 3:26
10. Mike Dexter Is a God, Mike Dexter Is a Role Model, Mike Dexter Is an Asshole - 3:36
11. The Junkie and the Halo - 3:28
12. Brixton - 3:07
13. Hit the Ground - 3:20
14. Two Wrongs Don't Make a Right, But Three Rights Make a Left - 3:32
15. All for None and None for All - 3:16
16. Sorry, But Your Friends Are Hot - 3:50

### Chansons bonus de la version japonaise
1. The Art of Breaking Up - 3:18
2. We're Not a Cover Band, We're a Tribute Band - 3:48

## Personnel
- Matty Lewis - Guitare rythmique, Chant
- Ali Tabatabaee – Chant
- Greg Bergdorf – Guitare solo
- Ben Osmundson – Guitare basse
- Ed Udhus –  Batterie, Percussions
- Jason Freese - Clavier
- Howard Benson - Clavier sur Hell Yeah!
- Cameron Webb - Mixage, Ingénieur du son
- Mike Plotnikoff - Ingénieur du son
- Brian Gardner - Mastering
- Shawn Harris - Artwork